# Haemulon schrankii
Haemulon schrankii és una espècie de peix de la família dels hemúlids i de l'ordre dels cipriniformes que es troba al Brasil.